# Glacier de Chavière
Le glacier de Chavière est un glacier situé en France dans le massif de la Vanoise, en Savoie.

## Géographie
Petit glacier de vallée, il prend naissance dans un cirque glaciaire situé sous la face sud de l'aiguille de Péclet. Juste après ce cirque, une petite diffluence franchit le col de Thorens à 3 095 mètres d'altitude et se dirige vers la vallée des Belleville, au-dessus de la station de sports d'hiver de Val Thorens. La plus grande partie de la glace se dirige vers le sud, sous le mont de Gébroulaz, le roc des Saints-Pères, l'aiguille des Saints-Pères, la pointe de Thorens, l'aiguille du Bouchet, la pointe du Bouchet et la pointe Rénod.
Ses eaux de fonte donnent naissance à plusieurs torrents qui alimentent quelques petits lacs glaciaires dont les lacs Café au Lait ainsi que le ruisseau Noir qui se jette dans l'Arc via le ruisseau de Saint-Bernard.
Le glacier est situé dans le parc national de la Vanoise, sur les communes de Modane pour sa partie septentrionale et de Saint-André pour sa partie méridionale.

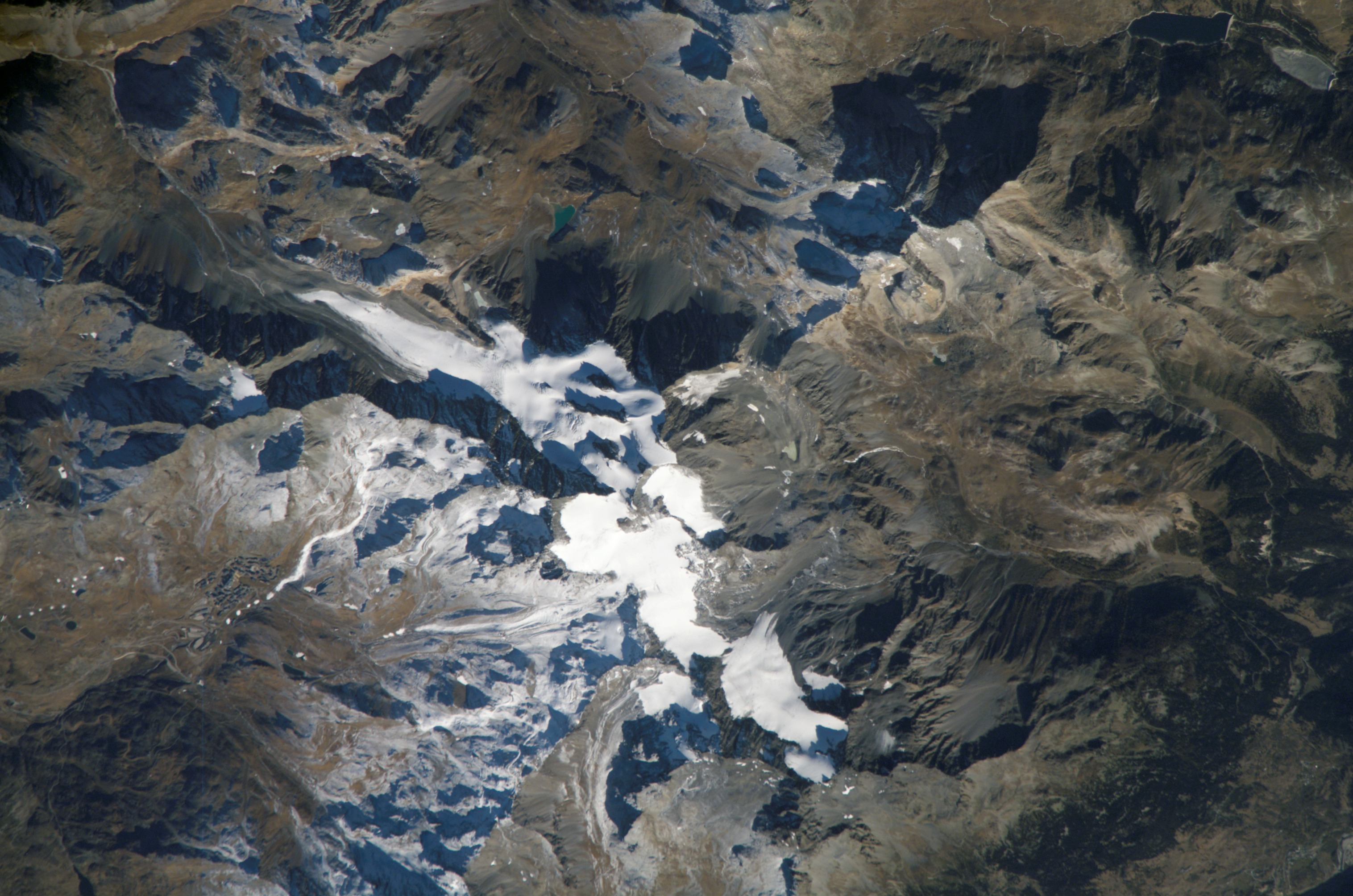
Image satellite d'une partie du massif de la Vanoise avec les glaciers autour de l'aiguille de Péclet dont celui de Chavière en bas et celui de Gébroulaz dans le centre gauche.

Vue panoramique du glacier de Chavière depuis l'arrivée du télésiège du Col de la station de Val Thorens.